# Boletales
Boletales es un orden de hongos de la división Basidiomycota. Contiene una gran cantidad de especies con gran variedad de tipos de cuerpo fructífero o seta. Los Boletus son el género más conocido de este orden.

## Taxonomía
Originalmente, el orden Boletales fue creado para describir a los boletos. Sin embargo, sobre la base de las características micromorfológicas y los análisis moleculares de ADN, se han incluido en este grupo muchas especies que no presentan similitudes con los boletos. El orden también incluye algunos hongos que producen cuerpos fructíferos con laminillas —incluidas en las familias Gomphidiaceae y Paxillaceae—. La carne de estas especies posee a menudo la misma textura que los boletos, el tejido donde se producen las esporas también es fácilmente separable del sombrerillo, y sus esporas y cistidios —células estériles destinadas a facilitar la liberación de las esporas— tienen características microscópicas similares. Los estudios genéticos también han provocado que se coloquen en este grupo otros taxones muy diferentes físicamente, como son las familias Sclerodermataceae y Rhizopogonaceae.
Los análisis filogenéticos indican que Sclerodermataceae, Boletinellaceae y Gyroporaceae parecen formar un grupo definido dentro de Boletales, que junto a Pisolithaceae, Astraceae y Calostomataceae, constituyen el suborden Sclerodermatineae. Así, los boletos del género Gyrodon y Phlebopus están más relacionados con las especies del género Scleroderma que con los del género Boletus. Del mismo modo, el género Suillus está más cercano a los agáricos y las falsas trufas de Chroogomphus, Gomphidius, y Rhizopogon que al género Boletus.
En algunas clasificaciones, parte de la familia Boletaceae está separada constituyendo la familia Strobilomycetaceae. Según la 10.ª edición del Dictionary of the Fungi (2008), los Boletales comprenden 17 familias, 96 géneros y 1316 especies.

## Ecología

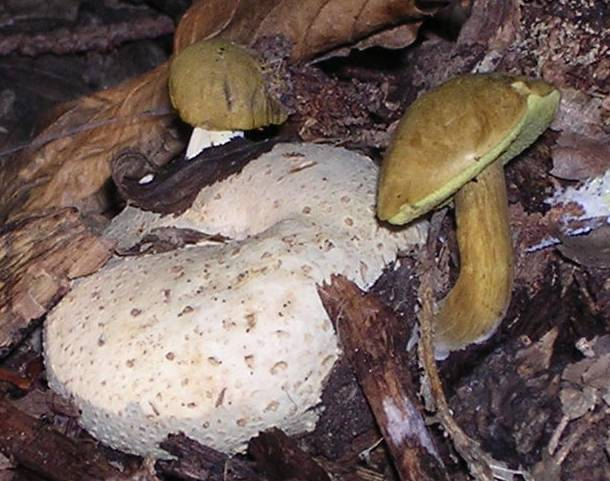
Boletus parasiticus creciendo sobre Scleroderma citrinum

Los Boletales son generalmente hongos ectomicorrícicos, y por consiguiente se les encuentra principalmente en zonas boscosas o cerca de ellas. Sin embargo, ciertas especies son parasíticas en vez de ectomicorrícicas. Se piensa que los miembros de la familia Gomphidiaceae son parasíticas de especies de la familia Suillaceae. Estas relaciones son a menudo altamente específicas. En otros géneros también hay especies parásitas, como Boletus parasiticus que crece sobre Scleroderma citrinum.

## Comestibilidad e identificación
Los boletos suelen caracterizarse por presentar una superficie de aspecto esponjoso bajo el sombrerillo, en vez de las usuales láminas. Esta zona puede ser de colores muy variados, tomando tonalidades rojizas, blanquecinas, amarillentas, parduzcas o grisáceas. Muchos boletos no comestibles suelen presentar en esta zona porosa color rojo o blanco, por lo que estas tonalidades suelen evitarse a la hora de recolectar este tipo de setas.
El género Boletus también incluye muchas especies comestibles, algunas muy apreciadas, como el Boletus edulis, el Boletus aereus
y el Boletus pinophilus, así como otras especies de menor calidad, como el Boletus badius. Boletus edulis y las especies más cercanas tienen gran importancia comercial en Europa y Norteamérica. Las especies del género Suillus son consideradas a menudo un comestible demasiado viscoso e insípido, sin embargo en Rusia es corriente que sean recolectadas y comercializadas.
Muchos boletos no tóxicos son muy amargos, lo que los convierte en no aptos para el consumo.
La familia Paxillaceae incluye algunas especies venenosas. Algunos miembros del género Boletus también son tóxicos, aunque raramente suelen resultar mortales, en este grupo destacan la especie Boletus satanas y algunas relacionadas con ésta.